# Lumad

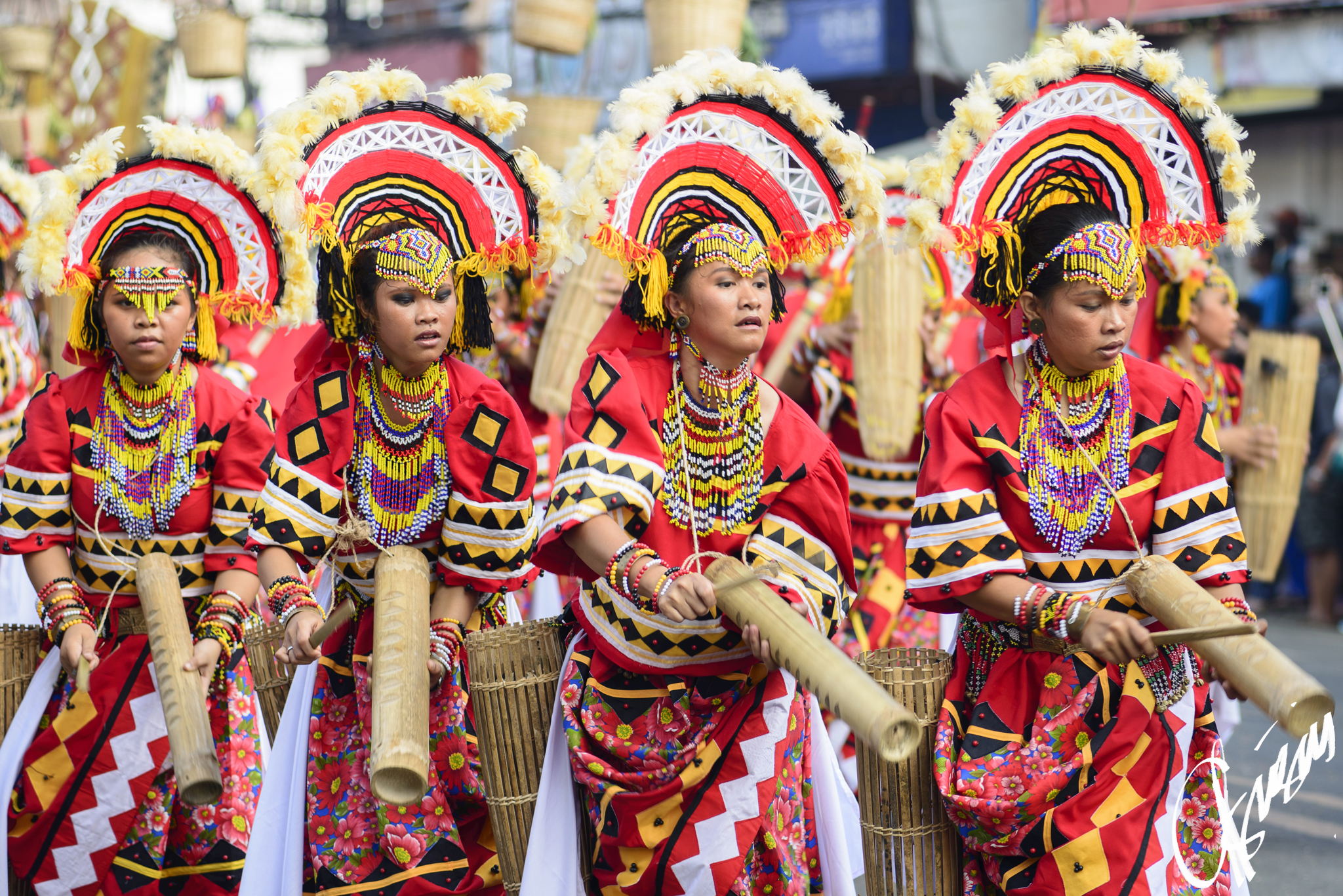
Frauen in Manobotracht

Die Lumad sind eine Gruppe indigener Völker, die im Süden der philippinischen Insel Mindanao leben.
Lumad ist ein Cebuano-Begriff für "Ureinwohner" oder "indigen". Es ist die Kurzform von "katawhang Lumad " (indigene Menschen). Er wurde als Selbstbeschreibung 1986 von der "Lumad Mindanaw Peoples Federation" (LMPF) eingeführt. Seit mehr als 20 Jahren bezeichnet er die indigenen Völker auf Mindanao, die nicht christianisiert oder islamisiert wurden und noch ihre alten Traditionen pflegen.
Zu den Lumad zählen unter anderem folgende Stämme:
- Bilaan
- Mamanwa
- Manobo, Manobo Bilit, Manobo Tasaday
- Mandaya
- Mansaka
- Kalagan
- T'boli
- Subanu
- Tiruray